# 谷苞
谷苞（1916年9月—2012年2月5日），男，祖籍湖南，生于甘肃兰州，中国民族学家、社会学家、历史学家，曾任中国科学院新疆分院副院长，新疆民族研究所所长，新疆社会科学院院长，中国史学会理事，第五、六届全国政协委员。